# Somogyegres, Somogy
Somogyegres  este un sat în districtul Tab, județul Somogy, Ungaria, având o populație de 205 locuitori (2011). 

## Demografie
Componența etnică a satului Somogyegres
     Maghiari (98,2%)
     Necunoscut (1,8%)
     Alții (1,8%)
Componența confesională a satului Somogyegres
     Romano-catolici (67,8%)
     Fără religie (4,88%)
     Reformați (2,44%)
     Necunoscută (24,88%)
Conform recensământului din 2011, satul Somogyegres avea 205 locuitori. Din punct de vedere etnic, majoritatea locuitorilor (98,2%) erau maghiari. Apartenența etnică nu este cunoscută în cazul a 1,8% din locuitori.  Din punct de vedere confesional, majoritatea locuitorilor (67,8%) erau romano-catolici, existând și minorități de persoane fără religie (4,88%) și reformați (2,44%). Pentru 24,88% din locuitori nu este cunoscută apartenența confesională.